# Сокорро (округ, Нью-Мексико)
Шаблон:StateAbbr_ 34°01′ пн. ш. 106°56′ зх. д. / 34.02° пн. ш. 106.93° зх. д.
Округ  Сокорро (англ. Socorro County) — округ (графство) у штаті  Нью-Мексико, США. Ідентифікатор округу 35053.

## Історія
Округ утворений 1852 року.

## Демографія
За даними перепису 
2000 року 
загальне населення округу становило 18078 осіб, зокрема міського населення було 8399, а сільського — 9679.
Серед мешканців округу чоловіків було 9184, а жінок — 8894. В окрузі було 6675 домогосподарств, 4491 родин, які мешкали в 7808 будинках.
Середній розмір родини становив 3,2.
Віковий розподіл населення поданий у таблиці:
| Стать    | До 15 років | 15-21 | 22-29 | 30-39 | 40-49 | 50-65 | 65-85 | Понад 85 |
| -------- | ----------- | ----- | ----- | ----- | ----- | ----- | ----- | -------- |
| Чоловіки | 2128        | 1289  | 1025  | 1160  | 1245  | 1423  | 837   | 77       |
| Жінки    | 2090        | 1076  | 912   | 1139  | 1272  | 1352  | 921   | 132      |

## Суміжні округи
- Валенсія — північ
- Торренс — північний схід
- Лінкольн — схід
- Сьєрра — південь
- Катрон — захід
- Сібола — північний захід

## Виноски
1. ↑  U.S. Decennial Census. United States Census Bureau. Процитовано 2 січня 2015.
2. ↑  Historical Census Browser. University of Virginia Library. Архів оригіналу за 11 серпня 2012. Процитовано 2 січня 2015.
3. ↑  Population of Counties by Decennial Census: 1900 to 1990. United States Census Bureau. Процитовано 2 січня 2015.
4. ↑  Census 2000 PHC-T-4. Ranking Tables for Counties: 1990 and 2000 (PDF). United States Census Bureau. Процитовано 2 січня 2015.
5. ↑  State & County QuickFacts. United States Census Bureau. Архів оригіналу за 5 вересня 2015. Процитовано 30 вересня 2013. [Архівовано 2015-09-05 у Wayback Machine.](англ.) Наведено за англійською вікіпедією.
6. ↑  American FactFinder. Бюро перепису населення США. Архів оригіналу за 26 лютого 2012. Процитовано 31 січня 2008. [Архівовано 2008-05-21 у Wayback Machine.]

| США | Це незавершена стаття з географії США. Ви можете допомогти проєкту, виправивши або дописавши її. |